# Gondemaro
Gondemaro, ou Gondemare, ou Gondomar (ca. 1090 - ?) Freire e Cavaleiro da Ordem dos Templário que alguns autores supõem ter sido Português. Um dos nove fundadores da Ordem dos Templários em 1118.
Em 1127, Hugo de Payns e mais cinco "irmãos" viajaram pela Europa, com uma primeira paragem em Roma, para um encontro com o Papa Urbano II. Traziam consigo o projecto da Regra e um pedido do Rei de Jerusalém para que ela fosse aprovada. Dois outros cavaleiros, André de Montbard e Gondemaro, eram portadores de uma carta de Balduíno II (antes, Balduíno de Bourg, Conde de Edessa, primo e sucessor de Balduíno I), para Bernardo de Claraval, fundador da Ordem de Cister, solicitando a sua intercessão junto do Papa e dos príncipes católicos a favor do reconhecimento e consolidação da Ordem.
André Paraschi escreveu a esse respeito: “Dos fundadores da Ordem na Palestina, dois podiam ser filhos de famílias do Condado Portucalense. São eles Fr. Gondomare ou Gondemar (Gondomar) e Fr. Arnoldo, ou Arnaldo, que (…) poderá ser identificado com o Procurador do Templo em Portugal, Petrus (Pedro) Arnaldo da Rocha”.
Além disso, por meio da análise do Livro Velho de Linhagens, o historiador Ademir Luiz da Silva pôde traçar um local provável de residência da família de Gondomar em Portugal, próximo ao Porto, o que confirmaria sua nacionalidade.  Sendo filho aristocrata mais moço, desprovido de herança, teria rodado a Europa em torneios, até chegar na França, onde se juntou a um grupo de cavaleiros, visto que os moços cavaleiros não andavam sozinhos. E, a partir desses contatos na França, teria integrado o grupo de cavaleiros que fundou a Ordem do Templo.

## Fonte
Eduardo Sucena / A epopeia templária e Portugal. Documenta histórica,  Vega. Lisboa, 2008
http://www.lusitaniaetemplum.pt/templarios_PT.asp#2